# Entoria koshunensis
Entoria koshunensis är en insektsart som beskrevs av Tokuichi Shiraki 1935. Entoria koshunensis ingår i släktet Entoria och familjen Phasmatidae. Inga underarter finns listade i Catalogue of Life.